# Jon Henrik Fjällgren
Jon Henrik Mario Fjällgren, pierwotnie Montoya (ur. 26 kwietnia 1987 w Cali) – szwedzki piosenkarz, wykonujący tradycyjną muzykę lapońską. Zwycięzca programu Talang (2014).

## Życiorys

### Wczesne lata
Urodził się w Kolumbii. We wczesnym dzieciństwie mieszkał w wiosce wśród Indian kolumbijskich. Później trafił do domu dziecka, z którego został adoptowany przez lapońską rodzinę ze Szwecji. Po adopcji stał się częścią lapońskiej społeczności Siida (zob. Muzeum Siida) w Mittådalens, gdzie pracował jako pasterz reniferów. W kilku wywiadach ujawnił, że jako dziecko i młody nastolatek był zastraszany, bo miał ciemniejszą skórę niż jego rówieśnicy i był Lapończykiem.

### Kariera
W wieku czternastu lat zaczął śpiewać lokalne tradycyjne pieśni. Zaśpiewał w obecności króla i królowej Szwecji podczas nabożeństwa w kościele Funäsdalens.
W 2003 zadebiutował z albumem studyjnym, zatytułowanym Onne vielle, który został wydany w limitowanym nakładzie.

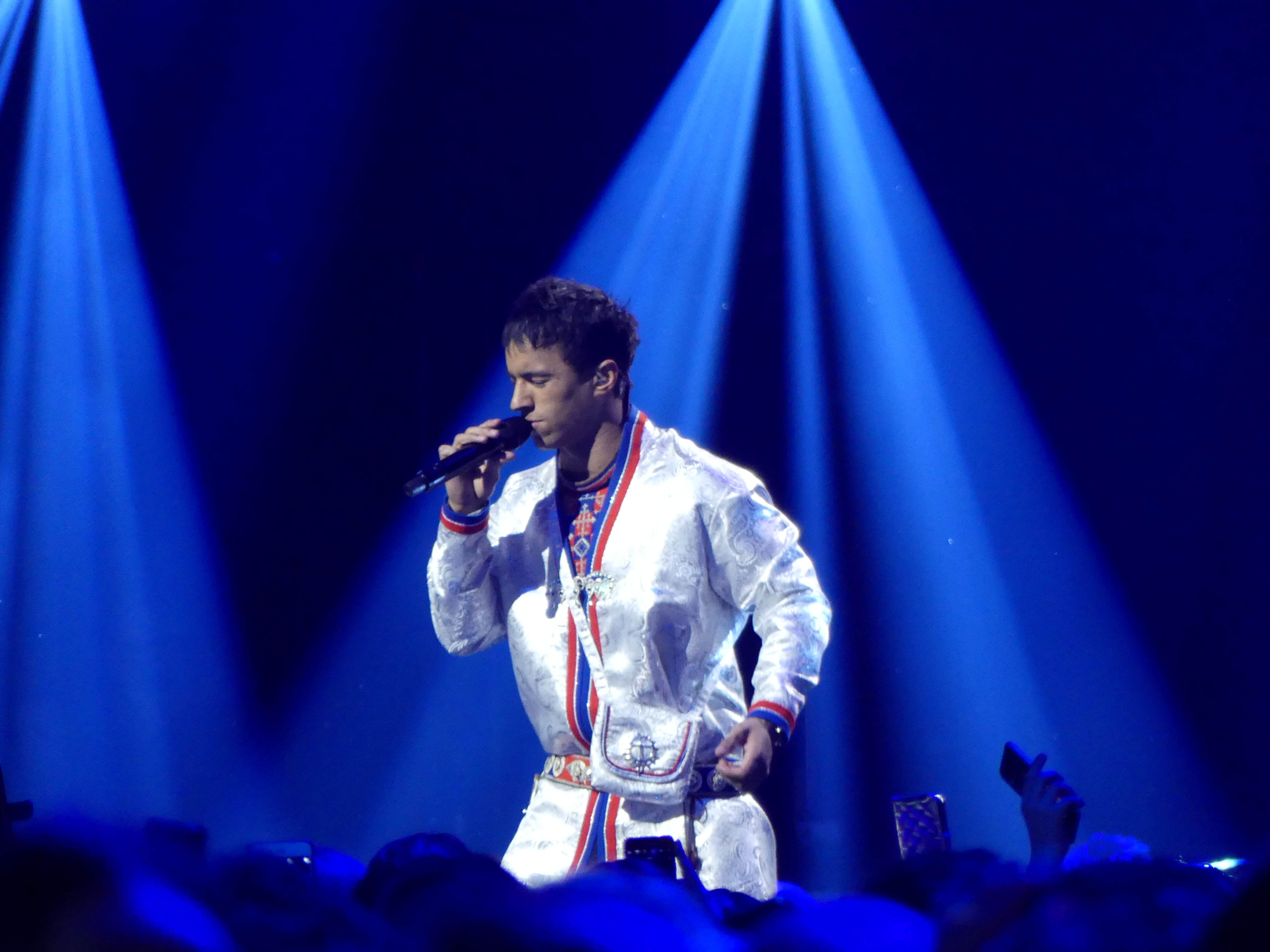
Jon Henrik Fjällgren podczas występu w Melodifestivalen 2017

W 2014 wygrał finał pierwszej edycji programu Talang, w którym wykonywał interpretacje tradycyjnych pieśni lapońskich. Podczas pierwszego występu zaśpiewał i zagrał, skomponowany przez siebie, utwór „Daniel’s Joik”, poświęcony jego najlepszemu przyjacielowi, Danielowi, który zginął w wypadku. Dzięki wygraniu konkursu otrzymał nagrodę pieniężną w wysokości jednego miliona szwedzkich koron, za którą wydał album studyjny pt. Goeksegh, mający premierę 19 maja 2014. 31 maja wystąpił na festiwalu kultury lapońskiej Saepmie Welcomes Festival w Östersund. W lipcu wystąpił w programie SVT Allsång på Skansen.
W 2015 z piosenką „Jag är fri (manne leam frijje)” wziął udział w koncercie Melodifestivalen 2015, będącym szwedzkimi eliminacjami do 60. Konkursu Piosenki Eurowizji. W finale, odbywającym się w Friends Arena, zajął drugie miejsce, przegrywając jedynie z Månsem Zelmerlöwem, późniejszym laureatem Konkursu Piosenki Eurowizji. W 2017 z piosenką „En värld full av strider (Eatneme gusnie jeenh dåaroeh)”, nagraną w duecie z Aninią, uczestniczył w Melodifestivalen 2017. 25 lutego duet wystąpił w czwartym półfinale konkursu i awansował do finału, który odbył się 11 marca w Sztokholmie. Zajął w nim trzecie miejsce.
Zwyciężył w trzynastej edycji programu TV4 Let’s Dance (2018) w parze z Katją Luján Engelholm. 27 listopada został ogłoszony z piosenką „Norrsken” uczestnikiem szwedzkich eliminacji eurowizyjnych Melodifestivalen 2019. 16 lutego wystąpił w trzecim półfinale selekcji, i z pierwszego miejsca awansował do finału rozgrywanego 9 marca. Zajął w nim czwarte miejsce, zdobywszy 74 punkty, w tym 19 pkt (ostatnie miejsce) od międzynarodowego panelu jurorskiego i 55 pkt (czwarte miejsce) od telewidzów.

## Dyskografia

### Albumy studyjne
| 2005                           | Onne vielle (limitowana edycja)                                                        | – |
| 2014                           | Goeksegh                                                                               | 6 |
| 2015                           | Goeksegh – Jag är fri (reedycja wzbogacona o singiel „Jag är fri (Manne leam frijje)”) | 2 |
| „–” pozycja nie była notowana. |                                                                                        |   |

### Single
| Rok  | Tytuł                                                     | Pozycja na liście | Album                           |
| Rok  | Tytuł                                                     | SWE               | Album                           |
| ---- | --------------------------------------------------------- | ----------------- | ------------------------------- |
| 2014 | „Daniel’s Joik”                                           | 27                | Goeksegh                        |
| 2015 | „Jag är fri (Manne leam frijje)”                          | 8                 | Melodifestivalen 2015, Goeksegh |
| 2017 | „En värld full av strider (Eatneme gusnie jeenh dåaroeh)” | 23                | Melodifestivalen 2017           |